# Dipturus gudgeri
Dipturus gudgeri är en rockeart som först beskrevs av Gilbert Percy Whitley 1940.  Dipturus gudgeri ingår i släktet Dipturus och familjen egentliga rockor. IUCN kategoriserar arten globalt som nära hotad. Inga underarter finns listade i Catalogue of Life.